# Неофіт Нікейський
Святий Неофіт († 290) - жив у місті Нікеї в Малій Азії за правління Імператора Діоклетіана. Він був таким побожним юнаком, що Бог прославив його чудами, коли він мав тільки 10 років. Згодом Неофіт жив у печері, де прославляв Бога своїм подвижницьким життям. Загинув мученицькою смертю 290 року за Христову віру під час переслідування християн. 
Пам'ять — 21 січня.